# Feliks Śliwiński
Feliks Śliwiński (ur. 14 stycznia 1947 w Sierpcu) – polski lekkoatleta chodziarz, mistrz Polski.

## Kariera
Był mistrzem Polski w chodzie na 50 km w 1980, wicemistrzem na tym dystansie w 1981, a także brązowym medalistą w chodzie na 20 km w 1973 i 1975 oraz w chodzie na 50 km w 1978.
Wystąpił w Pucharze Świata w Chodzie w 1973 w Lugano w chodzie na 20 km, zajmując 17. miejsce (najlepsze z Polaków). W Pucharze Świata w 1977 w Milton Keynes zajął 18. miejsce w chodzie na 50 km, podobnie jak w Pucharze Świata w 1979 w Eschborn.
Był rekordzistą Polski w chodzie na 20 km – 1:29:51,6 (21 października 1973, Gdynia) oraz w chodzie dwugodzinnym – 24636,6 m (3 czerwca 1973, Gdańsk).
W latach 1972–1975 wystąpił w sześciu meczach reprezentacji Polski w chodzie na 20 km, odnosząc 1 zwycięstwo indywidualne.
Rekordy życiowe Śliwińskiego:
- chód na 20 km (bieżnia) – 1:32:44,6 (11 sierpnia 1974, Stargard Szczeciński)[5]
- chód na 20 km (szosa) – 1:28:01,2 (21 kwietnia 1974, Gdynia)[6][7]
- chód na 50 km (szosa) – 3:59:19 (30 września 1979, Eschborn)[8][7]

Był zawodnikiem Lechii Gdańsk.